# Jerzy Jakub Skarbek Kiełczewski
Jerzy Jakub (Jakub Jerzy) Skarbek Kiełczewski herbu Abdank – łowczy czernihowski w latach 1645-1648, pisarz grodzki latyczowski w 1640 roku.
Poseł na sejm 1646 roku.